# Lenno
Lenno (Lenn in dialetto comasco, AFI: /ˈlɛn/) è un municipio di 1 831 abitanti del comune italiano di Tremezzina della provincia di Como in Lombardia. Sino al 3 febbraio 2014 costituiva un comune autonomo.

## Origini del nome
Secondo la leggenda, il toponimo deriverebbe da Lemnos e sarebbe da attribuire alla presenza di alcuni coloni provenienti dall'omonima isola greca, inviati sul territorio per volere di Gaio Giulio Cesare. In realtà la sua origine non si discosta da quella degli altri toponimi della zona, costituiti perlopiù da lemmi celtici: in particolare lenn- in leponzio significa "piccolo/i specchi(o) d'acqua potabile", con evidente allusione alle forre del Perlana.

## Geografia fisica
Lenno si trova sulla sponda occidentale del lago di Como, adagiato in una profonda insenatura che si addentra fra il promontorio del Lavedo e la punta di Portezza, in una zona denominata per la sua bellezza dal cardinale Durini, nel XVIII secolo, "golfo di Venere".
L'istmo che salda alla montagna il promontorio di Lavedo è di origine alluvionale, creato forse da un cambiamento del corso del torrente Perlana che sbocca ora vicino a Campo a sud del promontorio.
Nella zona sottostante il Sacro Monte della Madonna del Soccorso, lo stesso torrente - già usato come cava di tufo - forma un cosiddetto "orrido", ossia una gola molto profonda e stretta.

## Storia
Secondo alcuni, nel I secolo d.C., l'istmo del promontorio di Lavedo avrebbe ospitato la villa denominata "Commedia" di Plinio il Giovane in contrapposizione alla villa denominata "Tragedia" in posizione più elevata, a sua volta situata probabilmente presso l'attuale villa Serbelloni di Bellagio.

Territorio dell'ex comune di Lenno all'interno della provincia di Como

Campo, che conserva un'impostazione a castrum romano, fu teatro di battaglia durante la guerra decennale tra Como e Milano, fra il 1118 e il 1127, quando partecipò alla guerra contro l'Isola Comacina, alleata dei milanesi.
All'epoca romana risalgono alcune tombe antiche, rinvenute presso la chiesa Collegiata di Santo Stefano, nonché alcune colonne recuperate sul fondale del lago nel 1847 e oggi conservate nel cortile del Museo archeologico Paolo Giovio di Como.
La strada che dalla via Regina va al lago è intitolata al capitano Mattia del Riccio incaricato nel 1178 dalla Repubblica delle tre Pievi (Gravedona Dongo, Sorico) di contrastare il passaggio verso la Germania dei tesori razziati a Milano dal Barbarossa. La razzia avvenne durante un piccolo scontro navale, avvenuto proprio di fronte a Campo.
In un tratto dell'antica via Regina inserita nel nodo di stradine che costituiva il "Castrum romano" troviamo piazza Campidoglio, che secondo alcuni ricorderebbe che da qui sono passate le legioni romane e ai tempi di Giulio Cesare i coloni greci provenienti dall'isola di Lemnos che hanno dato il nome a Lenno. Tuttavia, secondo altri, il toponimo della piazza indicherebbe invece un semplice "campo dell'olio" (in dialetto comasco: Camp de l'oli).
Lenno fu comune autonomo fino al 21 gennaio 2014. L'aggregazione con le altre frazioni del comune moderno ha comunque antiche radici, tanto da essere già stata sperimentata in epoca napoleonica e fascista.

### Simboli
Lo stemma e il gonfalone del comune di Lenno erano stati concessi con decreto del presidente della Repubblica del 9 maggio 1985.
Le colonne del tempietto romano e l'acqua del lago di Como ricordano i reperti archeologici rinvenuti nel territorio di Lenno.
Il gonfalone era un drappo troncato d'azzurro e di rosso.

### Onorificenze
Lenno è tra le città decorate al valor militare per la guerra di liberazione, insignita della croce di guerra al valor militare per i sacrifici delle sue popolazioni e per l'attività nella lotta partigiana durante la seconda guerra mondiale:

## Monumenti e luoghi d'interesse

### Architetture religiose

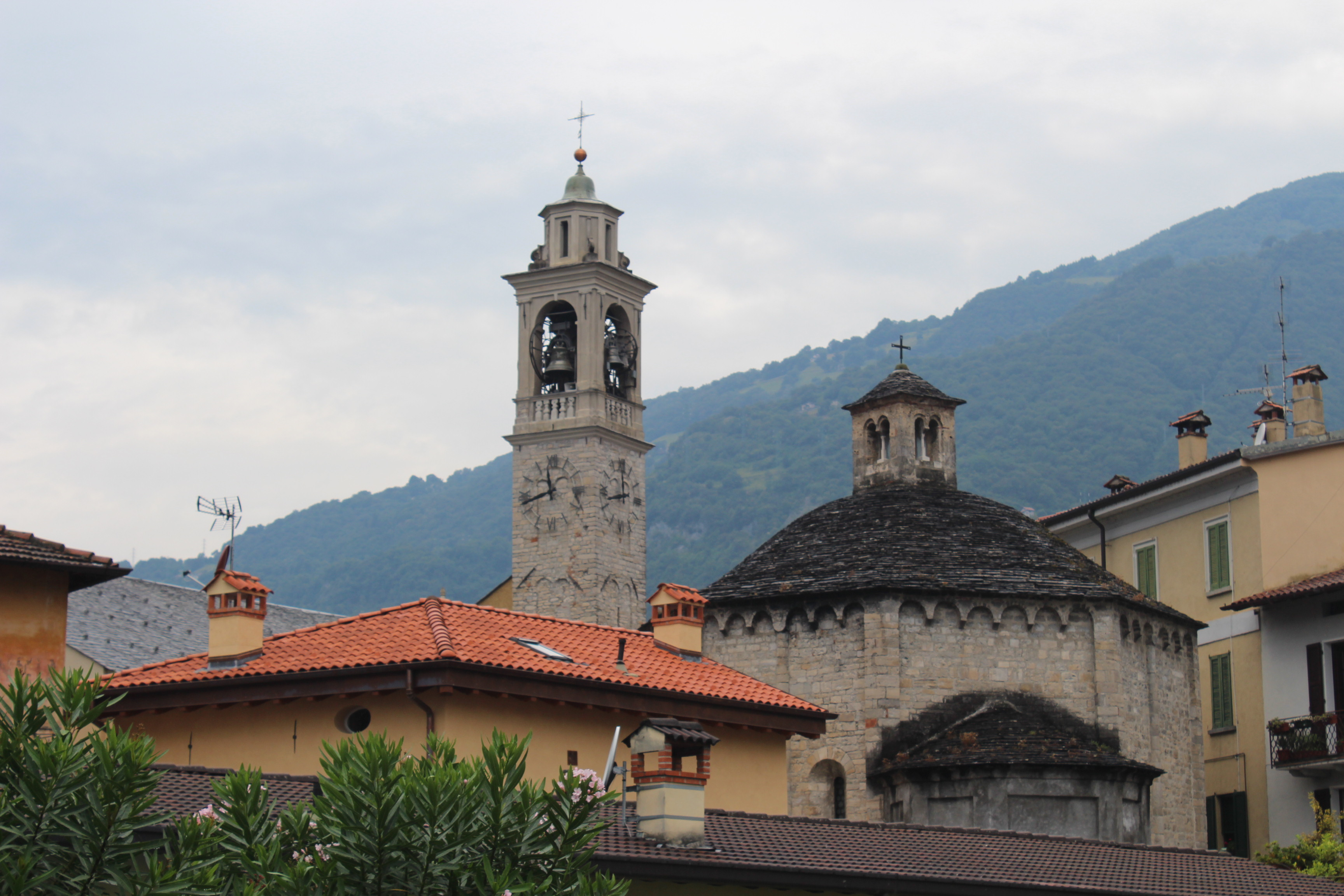
Campanile della collegiata e, sulla destra, il battistero di Santo Stefano

#### Chiesa collegiata di Santo Stefano e Battistero di Santo Stefano
Lungo la via Regina si trova la chiesa collegiata di Santo Stefano, nata sulla base di un precedente edificio religioso paleocristiano, dentro la quale si trova una cripta dell'XI secolo.
Vicino alla chiesa si trova il Battistero di Santo Stefano, ben conservato nel suo aspetto romanico dell'ultimo quarto dell'XI secolo.

#### Abbazia dell'Acquafredda
Il complesso dell'ex-abbazia dell'Acquafredda fu fondato tra il 1142 e il 1143 da alcuni frati dell'ordine cistercense dell'abbazia di Morimondo.
Rielaborato più volte nel corso del tempo, il complesso ospitò la sepoltura di Sant'Agrippino di Como. All'interno della chiesa abbaziale, affreschi realizzati da Giovan Mauro Della Rovere.

#### Chiesa di Sant'Andrea
La località Casanova ospita la chiesa romanica di Sant'Andrea, risalente al secondo quarto del XI secolo. 
Costruita in sasso di Moltrasio, nel corso dei secoli fu ripetutamente utilizzata per seppellire morti in caso di epidemia. 
In stile romanico è anche il campanile (XI-XII secolo), addossato alla porzione orientale della parete settentrionale esterna della chiesa. 
Internamente, la chiesa si presenta a navata singola rettangolare, chiusa a oriente da un'abside che ospita tre piccole monofore strombate. Più grandi sono invece le cinque monofore che affacciano direttamente sulla navata; di queste ultime finestre, tre sono distribuite lungo la parete meridionale, mentre le rimanenti si trovano lungo la parete settentrionale. Le tre monofore del lato sud sono state scoperte durante una campagna di restauro condotta nel corso del XX secolo. Al suo interno, la chiesa conserva resti di un affresco databile al Mille. 
L'accesso alla chiesa avviene dal lato sud, tramite un portale lunettato. Sullo stesso lato, un'apertura protetta da inferriata espone alcuni teschi che ricordano l'antica funzione cimiteriale della chiesa. Decorazioni ad archetto ornano tanto gli esterni dell'abside quanto quelli del campanile.

#### Altro
- Chiesa della Santissima Trinità[43]
- Oratorio di Santa Lucia[44]

### Architetture civili

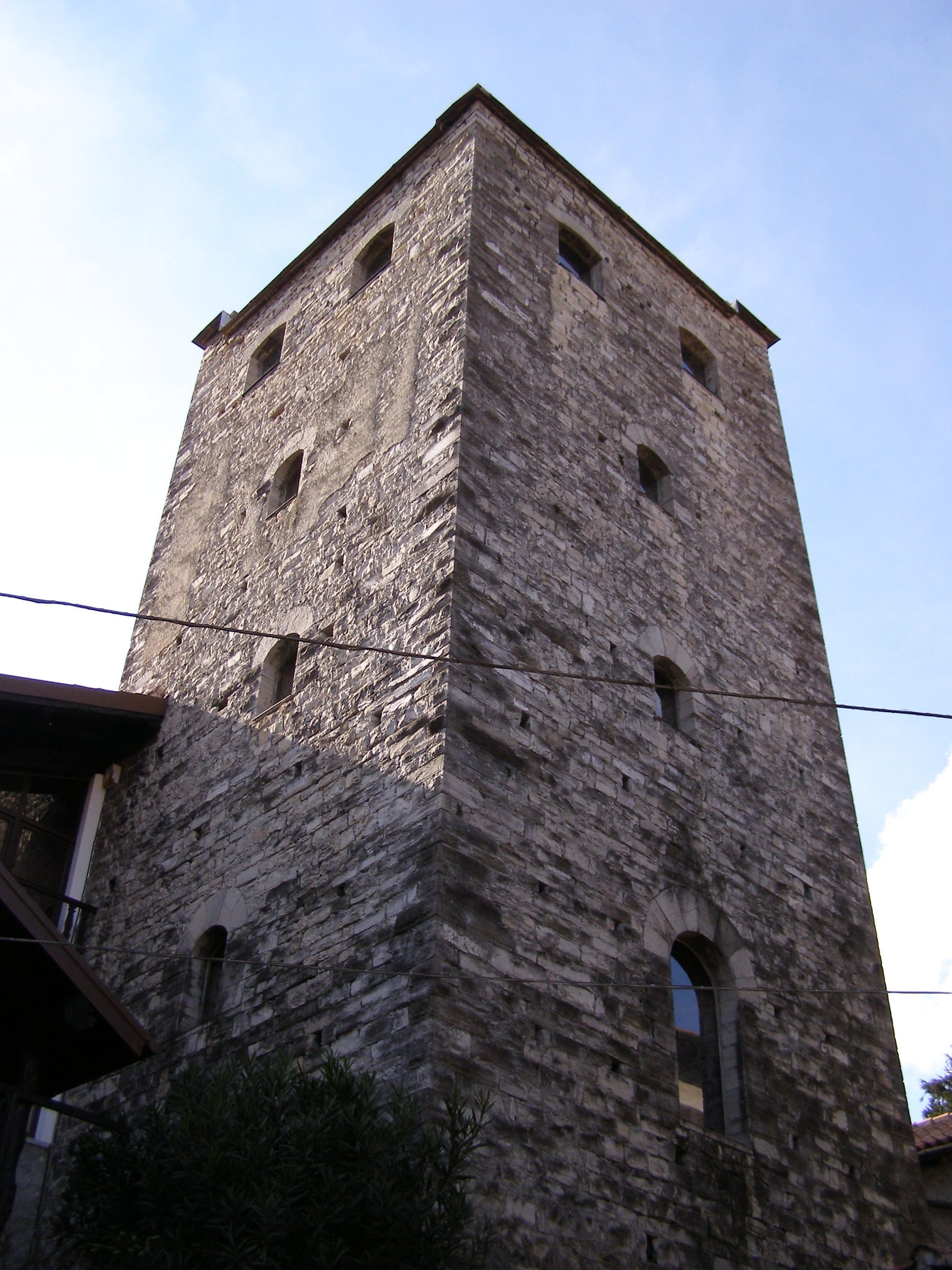
Torre di Villa.

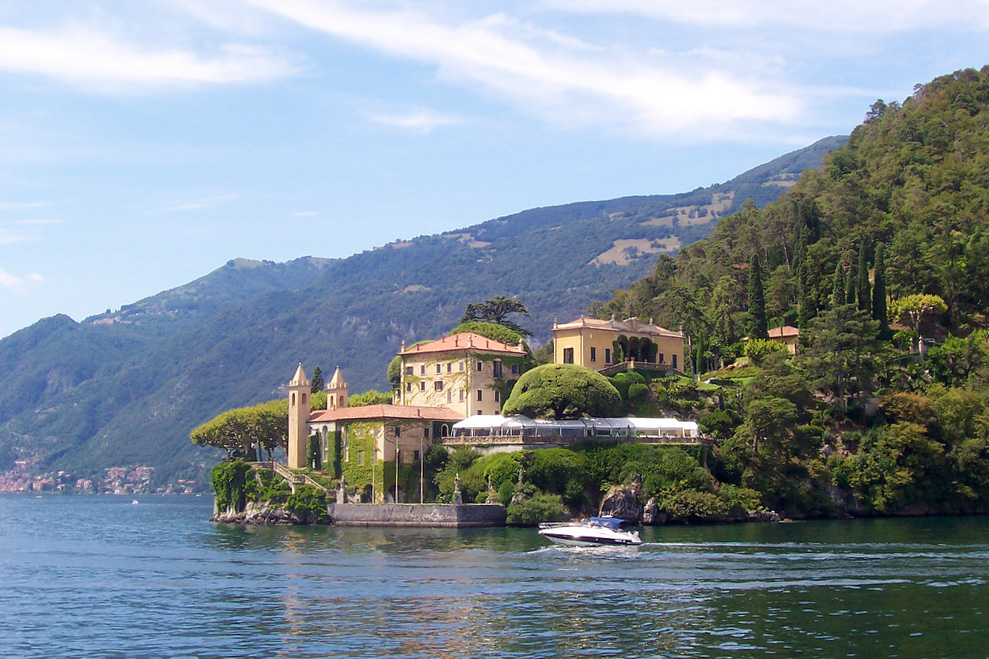
Villa del Balbianello
Villa del Balbianello è stata sfruttata da alcuni registi stranieri. In Star Wars: Episodio II - L'attacco dei cloni (2002), il regista George Lucas vi ambientò la residenza della senatrice Padmé Amidala sul "pianeta dei laghi" Naboo. La villa compare anche in Casino Royale (2006).

#### Villa Monastero
Un portale in pietra a linee miste conduce alla proprietà di Villa Monastero. Probabilmente costruita ove sorgevano alcuni edifici militari legati alle fortificazioni dell'Isola Comacina, la villa si trova nell'area che, dal 1209-1211 al 1786, ospitò un convento di benedettine provenienti dal monastero dei Santi Faustino e Giovita, anticamente situato sull'isola. Quando poi la proprietà fu convertita in residenza di villeggiatura, i lavori di ristrutturazione compresero la demolizione tanto del convento quanto di un oratorio dedicato a San Giovanni fatto costruire dalle suore nel corso dei secoli.

#### Villa Aureggi
Al 1886 risale Villa Aureggi, collocata all'interno di un giardino che comprende, tra le altre, una pianta di osmanto. La villa compone di un corpo centrale a tre livelli sormontato da un timpano curvilineo e da due volumi laterali più bassi. La facciata presenta finestre incorniciate e lesene angolari che, al pianterreno, contengono elementi in bugnato. Un tempo, la villa era collegata alla vicina torre di Villa.

#### Torre di Villa
Realizzata in sasso di Moltrasio tra i secoli XIV e XV con funzioni di casello daziario, Torre di Villa si erge ad un'altezza di oltre 19 metri.

#### Casa Brenna Tosatto
Casa Brenna Tosatto è un edificio in stile liberty progettato a inizio Novecento dal pittore e architetto Mario Tosatto. La casa conserva una collezione di quadri, realizzati da Mario Tosatto, dal figlio Antonio e da alcuni loro amici. All'interno della casa spiccano anche una scala a chiocciola decorata in ferro battuto e un tavolo a forma di missoltino.

#### Altro
- Villa La Cassinella (o Cassinelle[54]), eretta nel 1926 da Carlo Mantegazza[55]
- Villa de Herra, appartenente alla nobile famiglia lombarda dei Delmati, passò in eredità alla famiglia milanese dei de Herra, già feudatari di Lipomo, in seguito al matrimonio di Giuseppina Delmati con l´avvocato don Cesare de Herra.

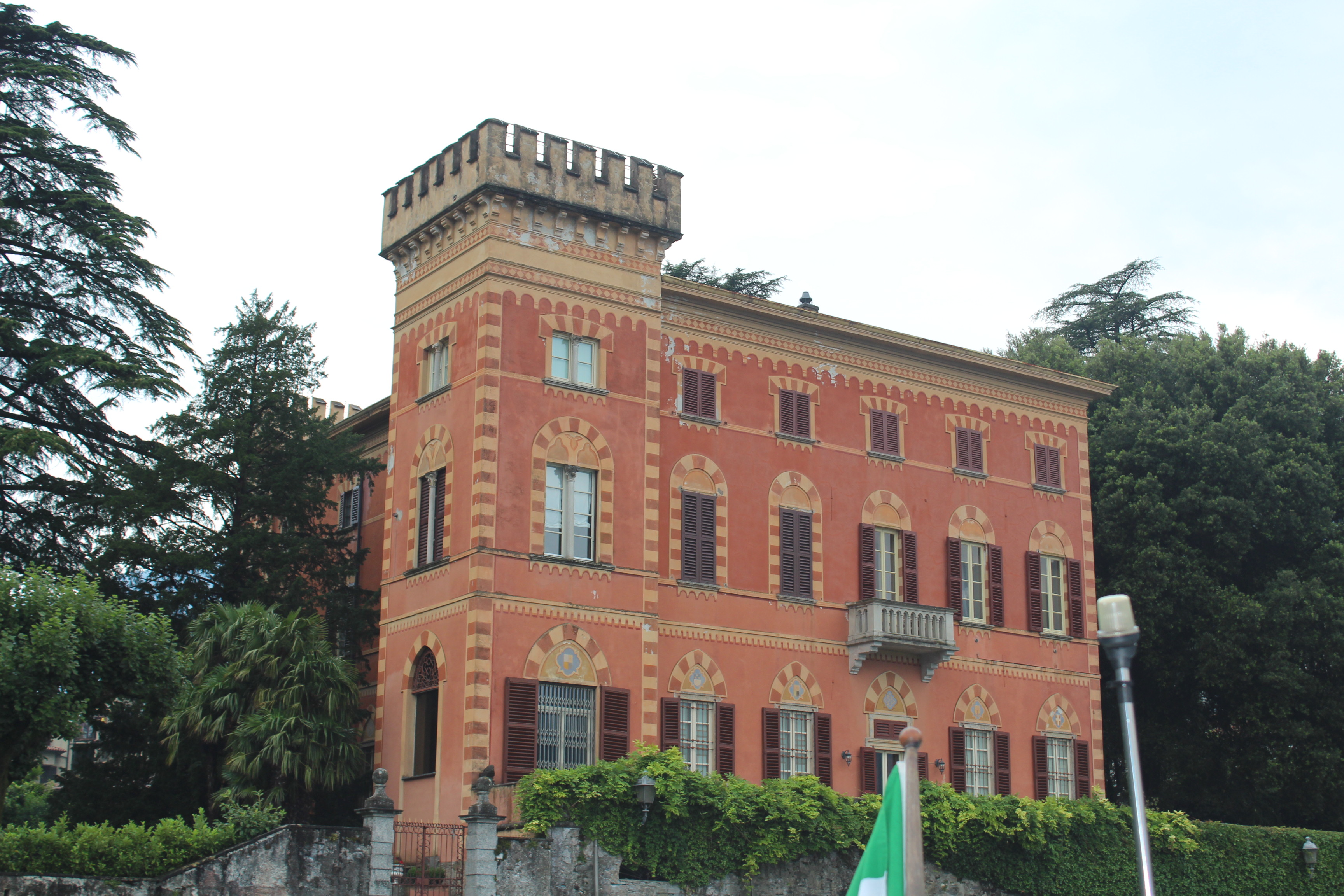
Villa De Herra.

- Ex-filatoio Grandi, sito in via del Soccorso 47, costruito tra il settimo e l'ottavo decennio del XIX secolo e rimasto attivo come torchio oleario fino al 1927. Internamente, ospita la biblioteca di Lenno.[32]
- Ex-ospitale di Gerusalemme (XIII secolo), edificio rurale impostato su un precedente convento e ospizio, situato in quella che un tempo costituiva la piazza della località Era.[56]
- Gli alpini, sotto la cima del monte Galbiga, sui resti di un accantonamento militare della guerra 1915-18, hanno costruito il Rifuglio "Col. Cornelio - Cap Venini".

### Aree naturali
- Orrido della Val Perlana, in passato luogo di estrazione del tufo.[10]

## Società

### Evoluzione demografica
Abitanti censiti

## Amministrazione

### Gemellaggi
Lenno è gemellata con:
- Lemnos

### Annotazioni
1. ↑  Per il dialetto comasco, si utilizza l'ortografia ticinese, introdotta a partire dal 1969 dall'associazione culturale Famiglia Comasca nei vocabolari, nei documenti e nella produzione letteraria.

### Fonti
1. ↑  Dato Istat - Popolazione residente al 31 dicembre 2010.
2. ↑   Classificazione sismica (XLS), su rischi.protezionecivile.gov.it.
3. ↑   Tabella dei gradi/giorno dei Comuni italiani raggruppati per Regione e Provincia (PDF), in Legge 26 agosto 1993, n. 412, allegato A, Agenzia nazionale per le nuove tecnologie, l'energia e lo sviluppo economico sostenibile, 1º marzo 2011,  p. 151. URL consultato il 25 aprile 2012 (archiviato dall'url originale il 1º gennaio 2017).
4. ↑   AA. VV., Dizionario di toponomastica. Storia e significato dei nomi geografici italiani., Milano, Garzanti, 1996,  p. 349, ISBN 88-11-30500-4.
5. ↑   Statuto comunale di Tremezzina, su Comune di Tremezzina.
6. 1 2 3 4 5  Borghese, p. 258.
7. ↑  Cfr. R. Matasović, Etymological Dictionary of Proto-Celtic, Leiden, Brill, 2008, *lind-. Con trasformazione, ordinaria in area cisalpina, del gruppo "nd" in "nn", e altrettanto comune apertura in "e" della "i" breve.
8. ↑  Bartolini, p. 134.
9. 1 2  Bartolini, p. 223.
10. 1 2  Bartolini, pp. 76-77.
11. ↑  Bartolini, p. 137.
12. ↑  Bartolini, p. 298.
13. 1 2 3  Berra, p. 189.
14. 1 2  Berra, p. 188.
15. ↑  Bartolini, p. 299.
16. ↑   Gaspare Rebuschini, Storia del Lago di Como e principalmente della parte superiore di esso detta le Tre Pievi, P. Cattaneo, 1855,  pp. 131-134. URL consultato il 4 settembre 2020.
17. 1 2 3  Bartolini, p. 164.
18. ↑   Lenno, decreto 1985-05-09 DPR, concessione di stemma e gonfalone, su Archivio Centrale dello Stato. URL consultato il 4 agosto 2022 (archiviato dall'url originale il 4 agosto 2022).
19. ↑   Stemma di Lenno, su stemmiprovinciacomo.it. URL consultato il 4 agosto 2022.
20. ↑   Istituto del Nastro Azzurro fra Combattenti Decorati al Valor Militare - Istituzioni decorate di Croce di Guerra al Valor Militare, su istitutonastroazzurro.it. URL consultato il 5 dicembre 2018.
21. ↑   Chiesa di S. Stefano - complesso, Via Santo Stefano - Lenno (CO) – Architetture – Lombardia Beni Culturali, su lombardiabeniculturali.it. URL consultato l'8 febbraio 2020.
22. ↑   Chiesa di Santo Stefano - Tremezzina, su myLakeComo.co. URL consultato il 20 aprile 2020.
23. 1 2  Belloni et al., p. 138.
24. ↑  AA.VV., Una chiesa tra lago e montagne, p. 97.
25. ↑  Belloni et al., p. 144.
26. ↑  AA.VV., Una chiesa tra lago e montagne, p. 98.
27. ↑  Tettamanzi, cap. "Cripta di Santo Stefano - Battistero LENNO - Como".
28. ↑   Abbazia dell'Acquafredda - complesso, Via Abbazia dell'Acquafredda - Lenno (CO) – Architetture – Lombardia Beni Culturali, su lombardiabeniculturali.it. URL consultato l'8 febbraio 2020.
29. ↑   Abbazia dell'Acquafredda - Tremezzina, su myLakeComo.co. URL consultato il 20 aprile 2020.
30. ↑   Acquafredda, su www.cistercensi.info. URL consultato il 28 marzo 2023.
31. ↑  Pifferi, Appunti per un pellegrinaggio.
32. 1 2 3  TCI, Le province di Como e Lecco [...], p. 303.
33. ↑  Fabiani, Acquafredda.
34. 1 2   Alessandro Gilardoni, Abbazia dell'Acquafredda a Lenno, su Comoeilsuolago. URL consultato il 16 maggio 2022.
35. ↑  Bartolini, p. 225.
36. ↑   RomaniCOMO, su romanicomo.it. URL consultato il 20 aprile 2020 (archiviato dall'url originale il 2 aprile 2016).
37. ↑   Chiesa di S. Andrea - complesso, Via Sant'Andrea - Lenno (CO) – Architetture – Lombardia Beni Culturali, su lombardiabeniculturali.it. URL consultato l'8 febbraio 2020.
38. 1 2 3 4 5 6 7  Tettamanzi, p. 129, cap. "Sant'Andrea CASANOVA [erroneamente indicato come CASANOVA LANZA, ndr] - Como".
39. 1 2   Chiesa di S. Andrea, su lombardiabeniculturali.it.
40. ↑   Campanile della Chiesa di S. Andrea, su lombardiabeniculturali.it.
41. 1 2  Mauri, p. 14.
42. ↑  TCI, Le province di Como e Lecco [...], p. 302.
43. ↑   Chiesa della S.ma Trinità, Piazzetta della Trinità - Lenno (CO) – Architetture – Lombardia Beni Culturali, su lombardiabeniculturali.it. URL consultato l'8 febbraio 2020.
44. ↑   Oratorio di S. Lucia, Via Santo Stefano - Lenno (CO) – Architetture – Lombardia Beni Culturali, su lombardiabeniculturali.it. URL consultato l'8 febbraio 2020.
45. ↑   Villa del Balbianello - complesso, Via Comoedia, 5 - Lenno (CO) – Architetture – Lombardia Beni Culturali, su lombardiabeniculturali.it. URL consultato l'8 febbraio 2020.
46. 1 2 3   Villa Monastero, su mylakecomo.co.
47. ↑   Villa Monastero - complesso, Via Vignola, 43 - Lenno (CO) – Architetture – Lombardia Beni Culturali, su lombardiabeniculturali.it. URL consultato l'8 febbraio 2020.
48. ↑   Villa Aureggi - complesso, Via Guido Delmati, 6(P) - Lenno (CO) – Architetture – Lombardia Beni Culturali, su lombardiabeniculturali.it. URL consultato l'8 febbraio 2020.
49. 1 2 3 4   Villa Aureggi, su mylakecomo.co.
50. 1 2   Torre di Villa - Tremezzina, su myLakeComo.co. URL consultato l'8 febbraio 2020.
51. ↑  Belloni et al., p. 26.
52. ↑   Casa Brenna Tosatto - Tremezzina, su myLakeComo.co. URL consultato il 20 aprile 2020.
53. ↑  Trabella, cap. 20.
54. ↑  Bartolini, p. 154.
55. ↑  Belloni et al., p. 246.
56. ↑  Bartolini, p. 288.
57. ↑  Statistiche I.Stat - ISTAT; URL consultato in data 28 dicembre 2012.